# Daratumumab
Daratumumab, ou o aportuguesado Daratumumabe ou DALINVI, vendido sob a marca Darzalex, é um medicamento de anticorpo monoclonal anticancerígeno. Ele se liga ao CD38, que é superexpresso em células de mieloma múltiplo . O daratumumab foi originalmente desenvolvido pela Genmab, mas agora está sendo desenvolvido em conjunto pela Genmab juntamente com a Janssen Biotech, subsidiária da Johnson & Johnson, que adquiriu os direitos de comercialização mundial do medicamento da Genmab.
Daratumumab recebeu status de medicamento de terapia inovadora em 2013, para mieloma múltiplo . Foi concedido o status de medicamento órfão para mieloma múltiplo, linfoma difuso de grandes células B, linfoma folicular e linfoma de células do manto .

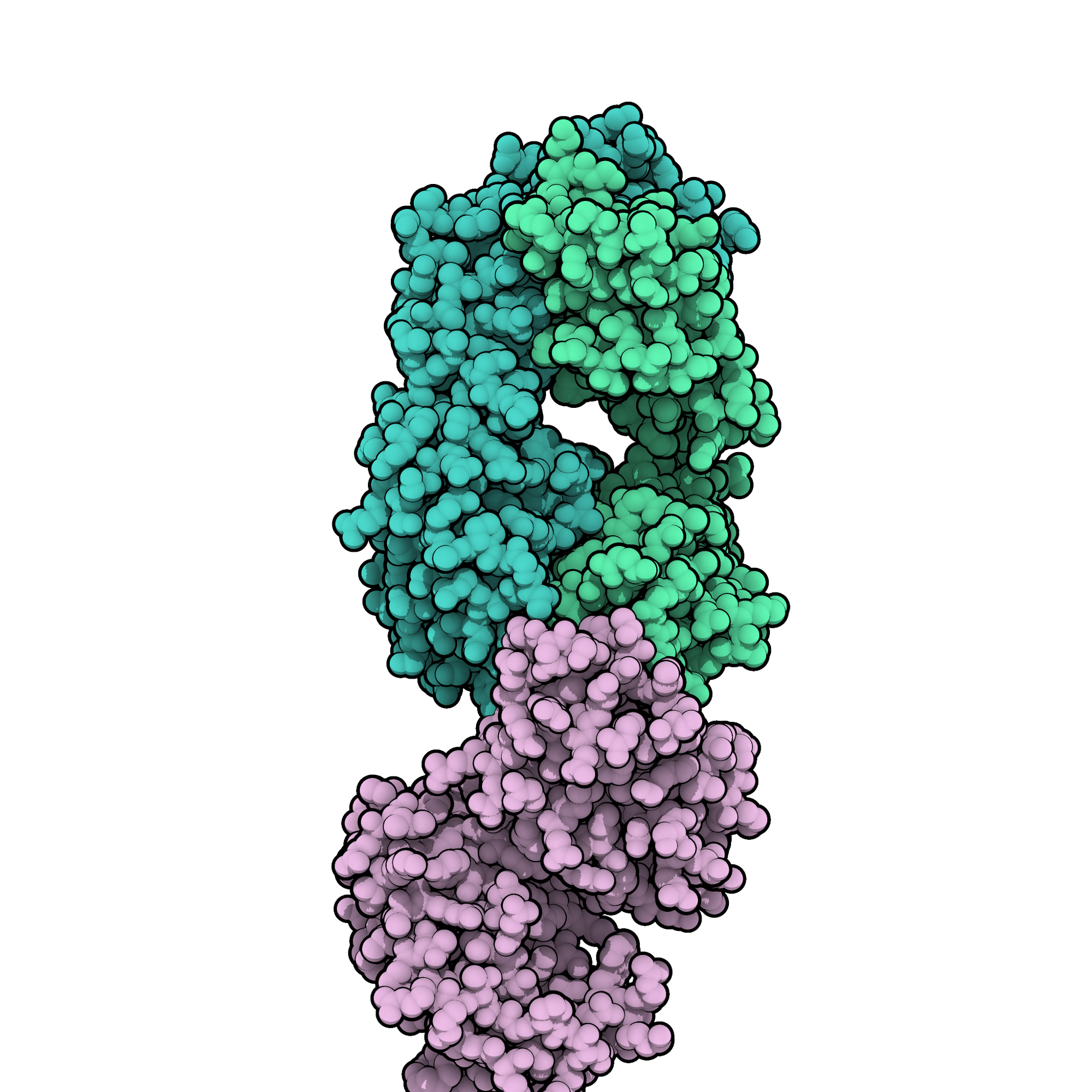
Daratumumabe

## Usos médicos
Em novembro de 2015, a Food and Drug Administration (FDA) dos EUA aprovou o daratumumab para o tratamento do mieloma múltiplo em pessoas que receberam pelo menos três terapias anteriores. Em maio de 2016, o daratumumab também foi aprovado condicionalmente pela Agência Europeia de Medicamentos para o tratamento do mieloma múltiplo.
Em novembro de 2016, o FDA aprovou o daratumumabe em combinação com lenalidomida ou bortezomibe e dexametasona para o tratamento de pessoas com mieloma múltiplo que receberam pelo menos uma terapia anterior.
Em maio de 2018, a FDA ampliou a aprovação do daratumumabe para uso em combinação com bortezomibe, melfalano e prednisona para incluir o tratamento de pessoas com mieloma múltiplo recém-diagnosticado que não são elegíveis para transplante autólogo de células-tronco.
A Comissão Europeia concedeu uma autorização de introdução no mercado em 20 de maio de 2016.
Na União Europeia é indicado como monoterapia para o tratamento de adultos com mieloma múltiplo recidivante e refratário, cuja terapia prévia incluiu um inibidor de proteassoma e um agente imunomodulador e que demonstraram progressão da doença na última terapia.

## Efeitos colaterais
O tratamento do mieloma múltiplo com daratumumab aumenta potencialmente a suscetibilidade do paciente a infecções bacterianas e virais, devido à morte das células natural killer (que são a principal defesa do sistema imunológico inato contra o vírus). Daratumumab frequentemente causa reativação do citomegalovírus humano (CMV) por um mecanismo desconhecido. Reações relacionadas à injeção (tipo inflamação) também são comuns.

## Interações

### Com teste de compatibilidade sanguínea
O daratumumabe também pode se ligar ao CD38 presente nos glóbulos vermelhos e interferir nos testes de rotina para anticorpos clinicamente significativos. As pessoas mostrarão um painel de anticorpos pan-reativos, incluindo um autocontrole positivo, que tende a mascarar a presença de quaisquer anticorpos clinicamente significativos. O tratamento das células do painel de anticorpos com ditiotreitol (DTT) e a repetição dos testes anularão eficazmente a ligação de daratumumab ao CD38 na superfície dos glóbulos vermelhos; no entanto, o DTT também inativa/destrói muitos antígenos na superfície dos glóbulos vermelhos ao romper as ligações dissulfeto . O único sistema de antígeno afetado que está associado a anticorpos comuns e clinicamente significativos é Kell, tornando o teste de prova cruzada com hemácias K-negativas uma alternativa razoável quando a transfusão urgente é indicada. Portanto, é aconselhável fazer uma triagem de anticorpos de linha de base e fenotipagem de Rh & Kell (tipo e triagem) antes de iniciar a terapia. Se a triagem de anticorpos for negativa, prossiga com as transfusões de fenótipo correspondente durante a terapia. Se a triagem de anticorpos for positiva, dê sangue negativo para o antígeno específico. A incompatibilidade pode persistir por até 6 meses após a interrupção do medicamento. Além disso, os centros de hemotransfusão devem ser notificados rotineiramente ao enviar tal amostra.

### Com teste de citometria de fluxo
O daratumumabe também pode interferir na avaliação por citometria de fluxo do mieloma múltiplo, causando uma aparente falta de plasmócitos.

## Farmacologia

### Mecanismo de ação
Daratumumab é um anticorpo monoclonal IgG1k dirigido contra CD38 . CD38 é superexpresso em células de mieloma múltiplo. O daratumumab liga-se a uma sequência de aminoácidos do epítopo CD38 diferente do anticorpo monoclonal anti-CD38 isatuximab . O daratumumab liga-se ao CD38, causando a apoptose das células por meio de citotoxicidade celular dependente de anticorpos, citotoxicidade dependente de complemento, inibição da transferência mitocondrial ou fagocitose celular dependente de anticorpos .
Estes efeitos são dependentes dos mecanismos efetores imunes da região cristalizável do fragmento . A citotoxicidade celular dependente de anticorpos é por meio de células natural killer .
Ao contrário do isatuximab, que causa apoptose diretamente, o daratumumab apenas induz a apoptose indiretamente.
As células de mieloma múltiplo com níveis mais elevados de CD38 apresentam maior lise celular mediada por daratumumab do que células com baixa expressão de CD38. A enzima CD38 resulta na formação da substância imunossupressora adenosina, de modo que a eliminação de células contendo CD38 aumenta a capacidade do sistema imunológico de eliminar o câncer.

## História
Resultados preliminares encorajadores foram relatados em junho de 2012, a partir de um ensaio clínico de Fase I/II em participantes com recaída de mieloma múltiplo . Os resultados do estudo atualizados apresentados em dezembro de 2012 indicam que o daratumumab continua a mostrar atividade anti-mieloma de agente único promissora. Um estudo de 2015 comparou a monoterapia 8 e 16 mg/kg em intervalos mensais a semanais.
Daratumumab recebeu status de revisão prioritária pela Food and Drug Administration (FDA) dos EUA para mieloma múltiplo como terapia combinada (segunda linha).
Ensaios de fase III com daratumumabe para mieloma múltiplo mostram grande promessa na terapia combinada com lenalidomida e dexametasona, bem como com bortezomibe e dexametasona .